# Port Charles
Port Charles (también conocida como PC) es un serial televisivo americano transmitido del 1 de junio de 1997 hasta el 3 de octubre del 2003 por la cadena ABC. Creada por Carolyn Culliton, Richard Culliton y Wendy Riche, es un spin-off de la exitosa serie médica 'General Hospital.
El 3 de octubre del 2003 se emitió el último episodio de la serie.

## Historia
La serie se centra en las vidas profesionales y personales del equipo directivo del Hospital General de Port Charles. El personal está conformado por los hermanos Scanlon: el paramédico Frank y el doctor Joe Scanlon, el doctor Kevin Collins (quien llega a Port Charles en un intento por rehabilitar a su hermano gemelo, el asesino en serie el pediatra Ryan Chamberlain), así como los médicos Julie Devlin, Karen Wexler, Eve Lambert y Chris Ramsey, todos dirigidos por la doctora Ellen Burgess. 
Ahora residentes en el hospital, los médicos y sus familias se ven constantemente amenazados por el interno Greg Cooper, quien resulta ser el asesino en serie del hospital, quien busca vengarse de todos luego de ser expulsado del programa de internado del hospital. Cooper sigue los métodos de los crímenes relatados en el libro "General Homicide", escrito por Collins.
Otros personajes importantes fueron la madre de Frank y Joe, Mary Scanlon quien inicia una breve relación con Mike Corbin, antes de casarse con Victor Collins, el padre de Kevin. Así como Scott Baldwin (el padre de Karen Wexler y Serena Baldwin), y amigo de Kevin.
Con el tiempo muchos de los personajes principales fueron asesinados o se fueron, y nuevos personajes aparecieron mientras la serie entraba en territorio sobrenatural. Pronto se unió Livvie (la hija de Kevin), también se unieron Alison, Jamal Woods, Ian Thornhart, Rafe, Jack Ramsey y el vampiro Caleb Morley.

## Personajes[3]

### Personajes principales
| Actor                        | Personaje                    | Ocupación                                 | Episodios | Temporada               |
| ---------------------------- | ---------------------------- | ----------------------------------------- | --------- | ----------------------- |
| Jon Lindstrom                | Kevin Collins                | Doctor / Autor                            | -         | 1997 - 2003             |
| Nolan North                  | Christopher "Chris" Ramsey   | Doctor / Residente en Jefe                | -         | 1997 - 2003             |
| Jay Pickett                  | Francis "Frank" Scanlon Jr.  | Paramédico                                | 116       | 1997 - 2003             |
| Marie Wilson Jennifer Hammon | Karen Wexler                 | Doctora                                   | -         | 1999 - 2003 1997 - 1999 |
| Kiko Ellsworth               | Jamal Woods                  | Dueño de "Bike Shop"                      | 30        | 2000 - 2003             |
| Kelly Monaco                 | Olivia "Livvie" Locke-Morley | Estudiante                                | -         | 2000 - 2003             |
| Thorsten Kaye                | Ian Thornhart                | Doctor                                    | -         | 2000 - 2003             |
| Erin Hershey Presley         | Alison Barrington            | -                                         | -         | 2000 - 2003             |
| Michael Easton               | Stephen Clay/Caleb Morley    | Estrella de Rock / Vampiro / ex-Sacerdote | -         | 2001, 2002 - 2003       |
| Brian Gaskill                | Rafael "Rafe" Kovich Sr.     | -                                         | -         | 2001 - 2003             |

### Personajes recurrentes
| Actor            | Personaje             | Ocupación                            | Episodios | Duración    |
| ---------------- | --------------------- | ------------------------------------ | --------- | ----------- |
| David Holcomb    | Greg Cooper           | Doctor Interno / Asesino             | 139       | 1997 - 2003 |
| Patricia Crowley | Mary Scanlon-Collins  | Dueña de "Recovery Room"             | -         | 1997 - 2003 |
| Nicholas Pryor   | Victor Collins        | ex-Investigador Privado              | -         | 1997 - 2003 |
| Carly Schroeder  | Serena Baldwin        | Estudiante                           | -         | 1997 - 2003 |
| Lynn Herring     | Lucille "Lucy" Coe    | Cazadora de Vampiros / Bibliotecaria | -         | 1997 - 2003 |
| Anne Jeffreys    | Amanda Barrington     | Socialite                            | 17        | 1999 - 2003 |
| Eddie Matos      | Ricardo "Ricky" Garza | Conductor                            | -         | 2001 - 2003 |
| Rebecca Staab    | Elizabeth Barrington  | Socialite                            | 40        | 2002 - 2003 |
| Ian Buchanan     | Joshua Temple         | Vampiro                              | -         | 2002 - 2003 |

### Antiguos personajes principales
| Actor                                 | Personaje                     | Ocupación           | Episodios | Duración                                  | Estado   | Causa                                          |
| ------------------------------------- | ----------------------------- | ------------------- | --------- | ----------------------------------------- | -------- | ---------------------------------------------- |
| Edward Albert                         | Bennet Devlin                 | Doctor Cirujano     | -         | 1997 - 1998, 1999                         | Muerto   | fue asesinado por Greg Cooper                  |
| Michael Dietz David Gail Alex Mendoza | Joseph "Joe" Scanlon          | Doctor              | -         | 1997 - 1999 1999 - 2000 2000 - 2001, 2002 | Vivo     | se fue de la ciudad                            |
| Lisa Ann Hadley                       | Julie Morris-Devlin           | Doctora / Interna   | -         | 1997 - 2000, 2001                         | Muerta   | murió de una enfermedad terminal               |
| Julie Pinson                          | Evelyn "Eve" Lambert          | Doctora / Residente | -         | 1997 - 2002                               | Muerta   | murió en un accidente de auto                  |
| Rib Hillis                            | Jacob "Jake" Marshak          | Doctor              | -         | 1997 - 1998                               | Muerto   | fue asesinado por Greg Cooper                  |
| Mitch Longley                         | Matthew "Matt" Mancusi/Harmon | Doctor              | 15        | 1997 - 2000                               | Vivo     | entró a protección a testigos                  |
| Debbi Morgan Marie-Alise Recasner     | Eleanor "Ellen" Burgess       | Doctora             | 33 -      | 1997 - 1998 1998 - 1999                   | Incierto | se cree que su desaparición es culpa de Rachel |
| Kimberlin Brown                       | Rachel Locke                  | Doctora / Criminal  | 37        | 1997 - 2001, 2002                         | En coma  | inconsciente luego de ahogarse                 |
| Renee Allman                          | Danielle Ashley               | Actriz              | -         | 1997                                      | Muerta   | estuvo un accidente en auto ocasionado por Rex |

### Antiguos personajes recurrentes
| Actor            | Personaje                 | Ocupación             | Episodios | Duración                | Causa                                                     |
| ---------------- | ------------------------- | --------------------- | --------- | ----------------------- | --------------------------------------------------------- |
| John J. York     | Malcolm "Mac" Scorpio     | Oficial de la Policía | -         | 1997 - 2000, 2001, 2002 | -                                                         |
| Kin Shriner      | Scott "Scotty" Baldwin    | Abogado               | -         | 1997, 1999 - 2000       | -                                                         |
| Wayne Northrop   | Rex Stanton               | -                     | -         | 1997 - 1998             | en la cárcel por sus crímenes                             |
| Lisa Lord        | Grace Sullivan            | Enfermera             | 116       | 1997 - 1999             | -                                                         |
| Doug Eakins      | -                         | -                     | 39        | 1998 - 2002             | -                                                         |
| Alanna Boatright | Valerie Hollander         | -                     | 39        | 1999 - 2002             | -                                                         |
| Chris Wiley      | Frank Scanlon (de joven)  | -                     | 36        | 1997                    | -                                                         |
| Maurice Benard   | Michael "Sonny" Corinthos | -                     | -         | 2000                    | -                                                         |
| Ron Hale         | Michael "Mike" Corinthos  | -                     | -         | 1997                    | -                                                         |
| Shell Danielson  | Dominique Stanton-Baldwin | -                     | -         | 1997 - 1998             | murió luego de perder su batalla contra un tumor cerebral |
| Rachel Ames      | Audrey Hardy              | Enfermera             | -         | 1997                    | -                                                         |
| Leo McHale       | -                         | Bartender             | 26        | 1999                    | -                                                         |
| Dale Wade Davis  | Derek Dean                | Doctor                | 23        | 1999 - 2002             | -                                                         |

## Episodios
Los episodios de la serie se centró en los acontecimientos de los doctores y miembros del staff del hospital, con el paso del tiempo a los episodios de la serie se introdujeron argumentos sobrenaturales: como vampiros, ángeles y vida después de la muerte.
La serie estuvo conformada por 13 arcos de historias, entre ellas:
| Título             | Duración                                           |
| ------------------ | -------------------------------------------------- |
| "Fate"             | 4 de diciembre de 2000 - 2 de marzo de 2001        |
| "Time in a Bottle" | 5 de marzo de 2001 - 1 de junio de 2001            |
| "Tainted Love"     | 4 de junio de 2001 - 31 de agosto de 2001          |
| "Tempted"          | 3 de septiembre de 2001 - 30 de noviembre de 2001  |
| "Miracles Happen"  | 3 de diciembre de 2001 - 31 de diciembre de 2001   |
| "Secrets"          | 2 de enero de 2002 - 29 de marzo de 2002           |
| "Superstition"     | 1 de abril de 2002 - 28 de junio de 2002           |
| "Torn"             | 1 de julio de 2002 - 27 de septiembre de 2002      |
| "Naked Eyes"       | 30 de septiembre de 2002 - 27 de diciembre de 2002 |
| "Surrender"        | 30 de diciembre de 2002 - 1 de abril de 2003       |
| "Desire"           | 2 de abril de 2003 - 4 de julio de 2003            |
| "The Gift"         | 7 de julio de 2003 - 3 de octubre de 2003          |

## Premios y nominaciones
Port Charles ha recibido 7 premios y ha sido nominada a 53 premios, entre ellos:
| Año  | Categoría                                                    | Premio                               | Nominados (as)                                | Resultado |
| ---- | ------------------------------------------------------------ | ------------------------------------ | --------------------------------------------- | --------- |
| 2004 | Outstanding Lead Actor in a Drama Series                     | Daytime Emmy Award                   | Thorsten Kaye                                 | Nominado  |
| 2004 | Outstanding Younger Actor in a Drama Series                  | Daytime Emmy Award                   | Brian Presley                                 | Nominado  |
| 2004 | Outstanding Directorial Achievement in Daytime Serials       | DGA Award                            | Andrew Lee                                    | Nominado  |
| 2003 | Outstanding Achievement in Main Title Design                 | Daytime Emmy Award                   | Kathryn Peaslee                               | Nominada  |
| 2003 | Outstanding Directorial Achievement in Daytime Serials       | DGA Award                            | Scott McKinsey, Jeff Rabin, Jo Ann Smith...   | Ganaron   |
| 2003 | Outstanding Lead Actor in a Drama Series                     | Daytime Emmy Award                   | Thorsten Kaye                                 | Nominado  |
| 2003 | Outstanding Supporting Actress in a Drama Series             | Daytime Emmy Award                   | Kelly Monaco                                  | Nominada  |
| 2003 | Outstanding Younger Actress in a Drama Series                | Daytime Emmy Award                   | Erin Hershey                                  | Nominada  |
| 2003 | Outstanding Drama Series                                     | Daytime Emmy Award                   | Julie H. Carruthers, Hope Harmel Smith...     | Nominados |
| 2003 | Outstanding Original Song                                    | Daytime Emmy Award                   | Kelly Brown, Shawn Launier, Ron Cates...      | Nominados |
| 2003 | Outstanding Original Song                                    | Daytime Emmy Award                   | Kelly Brown, Dave Macleod, Ron Cates...       | Nominados |
| 2003 | Best Daytime Serial                                          | OFTA Television Award                | Port Charles                                  | Nominado  |
| 2003 | Outstanding Lead Actor                                       | Soap Opera Digest Award              | Thorsten Kaye                                 | Nominado  |
| 2003 | Outstanding Younger Lead Actor                               | Soap Opera Digest Award              | Michael Easton                                | Nominado  |
| 2003 | Favorite Couple                                              | Soap Opera Digest Award              | Brian Gaskill y Erin Hershey Presley          | Nominados |
| 2003 | Outstanding Lead Actor in a Drama Series                     | Soap Opera Digest Award              | Port Charles                                  | Nominado  |
| 2003 | Plot Twist Award                                             | Soapnet Outstanding Plot Twist Award | Eve es asesinada                              | Nominado  |
| 2002 | Outstanding Achievement in Main Title Design                 | Daytime Emmy Award                   | Kathryn Peaslee                               | Nominada  |
| 2002 | Outstanding Younger Actor in a Drama Series                  | Daytime Emmy Award                   | Brian Presley                                 | Nominado  |
| 2002 | America's Favorite Villain                                   | Daytime Emmy Award                   | Michael Easton                                | Nominado  |
| 2002 | America's Favorite Couple                                    | Daytime Emmy Award                   | Brian Gaskill y Erin Hershey                  | Nominados |
| 2001 | Favorite Show                                                | Soap Opera Digest Award              | Port Charles                                  | Nominado  |
| 2001 | Outstanding Lead Actor                                       | Soap Opera Digest Award              | Kin Shriner                                   | Nominado  |
| 2001 | Outstanding Female Newcomer                                  | Soap Opera Digest Award              | Erin Hershey                                  | Nominada  |
| 2001 | Outstanding Male Newcomer                                    | Soap Opera Digest Award              | Kiko Ellsworth                                | Nominado  |
| 2001 | Outstanding Hero                                             | Soap Opera Digest Award              | Thorsten Kaye                                 | Nominado  |
| 2001 | Outstanding Heroine                                          | Soap Opera Digest Award              | Julie Pinson                                  | Nominada  |
| 2001 | Favorite Storyline                                           | Soap Opera Digest Award              | Livvie es hija de Kevin                       | Nominado  |
| 2001 | TV Daytime Drama Series Episode or Storyline                 | Prism Commendation Award             | Port Charles                                  | Ganó      |
| 2001 | Outstanding Actor in a Daytime Drama                         | ALMA Award                           | Eddie Velez                                   | Nominado  |
| 2001 | Best Casting for TV, Daytime Episodic                        | Artios Award                         | Mark Teschner                                 | Nominado  |
| 2001 | Outstanding Achievement in Main Title Design                 | Daytime Emmy Award                   | Kathryn Peaslee                               | Nominada  |
| 2000 | Outstanding Supporting Actor                                 | Soap Opera Digest Award              | Jon Lindstrom                                 | Ganó      |
| 2000 | Favorite Actor                                               | Soap Opera Digest Award              | Kin Shriner                                   | Nominado  |
| 2000 | Outstanding Supporting Actress                               | Soap Opera Digest Award              | Julie Pinson                                  | Nominada  |
| 2000 | Favorite Show                                                | Soap Opera Digest Award              | Port Charles                                  | Nominado  |
| 2000 | Outstanding Directorial Achievement in Daytime Serials       | DGA Award Award                      | Albert Alarr                                  | Nominado  |
| 2000 | Outstanding Achievement in Makeup for a Drama Series         | Daytime Emmy Award                   | Donna M. Armogida, Georgia G. Berona...       | Ganaron   |
| 2000 | Outstanding Achievement in Costume Design for a Drama Series | Daytime Emmy Award                   | Robert Miller                                 | Nominado  |
| 2000 | Outstanding Achievement in Hairstyling for a Drama Series    | Daytime Emmy Award                   | Mel Stetson y Dennis Parker                   | Nominados |
| 2000 | Best Performance in a Soap Opera - Young Actress             | Young Artist Award                   | Carly Schroeder                               | Nominada  |
| 1999 | Best Actor in a Daytime Serial                               | OFTA Television Award                | Kin Shriner                                   | Nominado  |
| 1999 | Outstanding Actor in a Daytime Soap Opera                    | ALMA Award                           | George Álvarez                                | Nominado  |
| 1999 | Outstanding Actress in a Daytime Soap Opera                  | ALMA Award                           | Anne Betancourt                               | Nominado  |
| 1999 | Outstanding Lead Actress                                     | Soap Opera Digest Award              | Lynn Herring                                  | Ganó      |
| 1999 | Outstanding Male Scene Stealer                               | Soap Opera Digest Award              | Kin Shriner                                   | Ganó      |
| 1999 | Outstanding Young Lead Actress                               | Soap Opera Digest Award              | Julie Pinson                                  | Nominada  |
| 1999 | Favorite Show                                                | Soap Opera Digest Award              | Port Charles                                  | Nominado  |
| 1999 | Outstanding Costume Design for a Drama Series                | Daytime Emmy Award                   | Robert Miller y Steve Howard                  | Nominados |
| 1999 | Outstanding Multiple Camera Editing for a Drama Series       | Daytime Emmy Award                   | Donald Smith, Fritz Curtis, Peter Fillmore... | Nominados |
| 1998 | Best Performance by a Young Actress in a Daytime TV Program  | YoungStar Award                      | Carly Schroeder                               | Nominada  |
| 1998 | Best Supporting Actress in a Daytime Serial                  | OFTA Television Award                | Debbi Morgan                                  | Ganó      |
| 1998 | Outstanding Lead Actor in a Drama Series                     | Daytime Emmy Award                   | Kin Shriner                                   | Nominado  |
| 1998 | Outstanding Achievement in Costume Design for a Drama Series | Daytime Emmy Award                   | Steve Howard y Robert Miller                  | Nominados |
| 1998 | Outstanding Lead Actor                                       | Soap Opera Digest Award              | Kin Shriner                                   | Nominado  |
| 1998 | Outstanding Female Newcomer                                  | Soap Opera Digest Award              | Jennifer Hammon                               | Nominada  |
| 1998 | Favorite New Character                                       | Soap Opera Digest Award              | Mitch Longley                                 | Nominado  |
| 1998 | Favorite Show                                                | Soap Opera Digest Award              | Port Charles                                  | Nominado  |
| 1998 | Best Performance in a Day Time Serial - Young Performer      | Young Artist Award                   | Carly Schroeder                               | Nominada  |
| 1998 | Best Casting for TV, Daytime Episodic Drama                  | Artios Award                         | Mark Teschner                                 | Nominado  |

## Producción
La telenovela fue creada por Carolyn Culliton, Richard Culliton y Wendy Riche.
La producción ejecutiva estuvo a cargo de Riche y Julie Hanan Carruthers.
Además de Carolyn y Richard (de junio de 1997 a diciembre de 1997), la serie también contó con los escritores Lynn Marie Latham (de enero de 1998 a principios de 1999), Scott Hamner (de principios de 1999 a diciembre de 1999), Karen Harris (de marzo de 2000 a mayo de 2000), Jonathon Estrin junto a Harris (de enero del 2000 a marzo del 2000), Harris junto a Bloom (de mayo de 2000 a noviembre del mismo año) y Barbara Bloom junto a Brown (de noviembre de 2000 a octubre de 2003).
Durante la creación de la telenovela recibió por un tiempo el nombre de "GH2", antes de ser renombrado como "Port Charles".
Fue filmada en ABC Television Center - 4151 Prospect Avenue, Los Ángeles, California, Estados Unidos.

## Emisión en otros países
| País  | Título      | Cadena | Fecha de Inicio | Fecha de Finalización |
| ----- | ----------- | ------ | --------------- | --------------------- |
| Rusia | Порт Чарльз | -      | -               | -                     |